# Schunter
La Schunter est une rivière allemande d'une longueur de 58 km qui coule dans le land de la Basse-Saxe. Elle est un affluent de l'Oker et donc un sous-affluent de la Weser, par l'Aller.